# Edmarka
Edmarka byl pochybný rod velkého teropodního dinosaura, žijícího v období pozdní jury (asi před 154 až 148 miliony let) na území dnešních USA (významná lokalita Como Bluff či Bone Cabin Quarry ve Wyomingu).

## Popis
Jednalo se o velkého dravého dinosaura, který mohl dosahovat délky kolem 11 metrů, čímž patřil k největším jurským teropodům. Přesné taxonomické zařazení tohoto rodu je nejisté, byl však blízce příbuzný rodu Torvosaurus. Podle některých paleontologů je přímo novým druhem tohoto rodu, nikoliv samostatným rodem.